# Estêvão Ângelo Fernando

Wappen von Estêvão Ângelo Fernando

Estêvão Ângelo Fernando (* 17. Juni 1974 in Inhassunge, Provinz Zambezia) ist ein mosambikanischer römisch-katholischer Geistlicher und Bischof von Alto Molócuè.

## Leben
Estêvão Ângelo Fernando absolvierte das Propädeutikum in Quelimane, studierte Philosophie am philosophischen Seminar in Matola und Theologie am theologischen Seminar in Maputo. Am 24. Juni 2001 empfing er das Sakrament der Priesterweihe für das Bistum Quelimane.
Nach der Priesterweihe war er zunächst bis 2006 in der Pfarrseelsorge tätig und von 2002 bis 2006 Mitglied der südafrikanischen Flüchtlingskommission. Von 2007 bis 2010 war er Rektor des Propädeutikums in Quelimane und anschließend bis 2011 Vorsitzender der diözesanen Kommunikationskommission. Von 2011 bis 2019 studierte er in Italien und war in dieser Zeit zudem im Bistum Concordia-Pordenone in der Pfarrseelsorge tätig. 2014 erwarb er an der Theologischen Fakultät des Triveneto in Padua das Lizenziat in Pastoraltheologie. An der Päpstlichen Lateranuniversität wurde er anschließend zum Dr. theol. promoviert. Nach der Rückkehr in seine Heimatdiözese war er von 2020 bis 2021 am philosophischen Seminar in Matola in der Priesterausbildung tätig. Ab 2022 war er Ausbilder und Ökonom am philosophischen Seminar São Carlos Lwanga Nampula.
Papst Franziskus ernannte ihn am 23. Januar 2025 zum ersten Bischof des mit gleichem Datum errichteten Bistums Alto Molócuè. Der Apostolische Nuntius in Mosambik, Erzbischof Luís Miguel Muñoz Cárdaba, spendete ihm am 10. Mai desselben Jahres in der Kathedrale Nossa Senhora Rainha do Mundo in Alto Molócuè die Bischofsweihe. Mitkonsekratoren waren der Erzbischof von Nampula, Inácio Saure IMC, und der Bischof von Gurué, Inácio Lucas Mwita.